# Kazimierz Ryziński
Kazimierz Ryziński, ps. „Ryś” (ur. 30 października 1889 w Sądowej Wiszni, zm. 7 lipca 1970 w Londynie) – podpułkownik dyplomowany piechoty Wojska Polskiego, pułkownik Polskich Sił Zbrojnych, kawaler Orderu Virtuti Militari.

## Życiorys
Kazimierz Ryziński urodził się 30 października 1889 w Sądowej Wiszni. W 1906 ukończył VI klasę w C. K. Gimnazjum z wykładowym językiem polskim w Przemyślu. Z tej szkoły został usunięty za tworzenie kół samokształceniowych. Przeniósł się do C. K. Gimnazjum w Jarosławiu, gdzie w 1910 ukończył VIII klasę, a w 1911 jako eksternista zdał egzamin dojrzałości. Podczas nauki tamże wszedł w skład powołanej organizacji Związek Młodzieży Polskiej „Przyszłość” (PET). Od wiosny 1909 kierował ćwiczeniami wojskowymi gimnazjalistów, także w roku szkolnym 1909/1910. Był także członkiem Organizacji Młodzieży Niepodległościowej „Zarzewie” od 1910, należał do organizacji „Armia Polska”.
Podjął studia na Wydziale Prawa Uniwersytetu Lwowskiego. W latach 1911–1912 odbył służbę wojskową w armii austro-węgierskiej. Po powrocie do rodzinnej Sądowej Wiszni pełnił funkcję komendanta oddziału Polskich Drużyn Strzeleckich. Od 1913 przebywał w Brazylii. W tym roku został jednym z dwóch nauczycieli w szkole Marechal Mallet, założonej przez polskich emigrantów z Towarzystwa im. Mikołaja Kopernika. Tam był organizatorem skautingu oraz organizatorem i komendantem drużyny Polskich Drużyn Strzeleckich. Po wybuchu I wojny światowej działał na rzecz Legionów Polskich, m.in. dokonując zbiórki funduszy. Zgłosił się do armii gen. Józefa Hallera. Przybył do Francji, awansowany na stopień podporucznika, w kwietniu 1919 był dowódcą plutonu w 21 pułku strzelców polskich. W szeregach armii Hallera powrócił do Polski w maju 1919. Uczestniczył w wojnie polsko-bolszewickiej na stanowisku dowódcy kompanii i adiutanta macierzystej jednostki, przemianowanej na 145 pułk piechoty Strzelców Kresowych.
Po nastaniu pokoju pozostał w Wojsku Polskim. Służył w sztabie Ministerstwa Spraw Wojskowych od czerwca 1921, w Szefostwie Administracji Armii od stycznia 1922. Na początku lat 20. odbywał studia na Wydziale Prawa Uniwersytetu Warszawskiego oraz w Szkole Nauk Politycznych. Został awansowany na stopień kapitana piechoty ze starszeństwem z dniem 1 czerwca 1919. Od września 1923 ponownie był dowódcą kompanii macierzystej jednostki, przemianowanej w międzyczasie na 72 pułk piechoty i stacjonującej w Radomiu, a po miesiącu został przeniesiony na kurs doszkolenia w Szkole Podchorążych Piechoty w Warszawie. Jako oficer nadetatowy 72 pułku piechoty odbył Kurs Normalny 1924–1926 w Wyższej Szkole Wojennej w Warszawie. Uzyskał tytuł oficera dyplomowanego i pozostał na uczelni WSWoj. na stanowisku asystenta taktyki piechoty. Został awansowany na stopień majora piechoty ze starszeństwem z dniem 1 stycznia 1928. Później pełnił stanowisko dowódcy batalionu 3 pułku strzelców podhalańskich od połowy 1928 do grudnia 1929. Następnie został mianowany szefem sztabu 8 Dywizji Piechoty. Później został szefem Wydziału Wyszkolenia Ministerstwa Spraw Wojskowych od października 1931. W 1932 był oficerem Biura Ogólno-Administracyjnego I wiceministra spraw wojskowych. Został awansowany na stopień podpułkownika. Na początku czerwca 1935 został wybrany członkiem zarządu Towarzystwa Wiedzy Wojskowej. 4 lipca 1935 mianowany zastępcą dowódcy 49 pułku piechoty. Później przeniesiony do Wojskowego Instytutu Naukowo-Oświatowego, gdzie od marca 1938 był zastępcą szefa, a po okresie pół roku mianowany szefem. Od listopada 1938 był równolegle redaktorem naczelnym czasopisma „Bellona”.
Po wybuchu II wojny światowej w 1939 ewakuował się na wschód wraz z kadrą WIN-O. Podczas kampanii wrześniowej sprawował stanowisko szefa sztabu obrony Lwowa od 11 września 1939. Po agresji ZSRR na Polskę z 17 września 1939, uczestniczył w pertraktacjach z Sowietami w Winnikach w dniach 19, 21 września 1939. Po poddaniu miasta i klęsce polskiej wojny obronnej opuścił obszar Polski, jako jeden z nielicznych oficerów unikając aresztowania, po czym trafił do Francji i przebywał w Paryżu. Tam pełnił funkcję kierownika Działu Propagandy Komendy Głównej od grudnia 1939 do czerwca 1940. Później służył w Armii Polskiej na Wschodzie. W Polskich Siłach Zbrojnych od 1945 pełnił funkcję komendanta Szkół Junaków i Młodszych Ochotniczek. Został awansowany na stopień pułkownika.
Po demobilizacji w 1947 pozostał na emigracji w Wielkiej Brytanii i zamieszkał w Londynie. Działał tam w środowisku kombatanckim. W 1962 był członkiem zarządu i przewodniczącym Komisji Wydawniczej tegoż Koła Lwowian w Londynie. Zmarł 7 lipca 1970 w Londynie. Po kremacji na cmentarzu Streatham Park jego prochy planowano przekazać do pochówku w grobowcu rodzinnym w Polsce.

## Ordery i odznaczenia
- Krzyż Srebrny Orderu Virtuti Militari
- Krzyż Niepodległości (13 kwietnia 1931)[26]
- Krzyż Oficerski Orderu Odrodzenia Polski
- Krzyż Kawalerski Orderu Odrodzenia Polski (11 listopada 1934)[27]
- Złoty Krzyż Zasługi (19 marca 1931)[28]
- Złota odznaka honorowa Koła Lwowian w Londynie (pośmiertnie, 1970)[29]
- Krzyż Kawalerski Orderu Orła Białego (Jugosławia, 1929)[30]

## Publikacje
- Człowiek charakteru i czynu (1939, Warszawa)[31][32]
- Obrona Lwowa w roku 1939 (1943, Palestyna)